# Parque Yuexiu
El parque Yuexiu, también conocido como la Montaña Yuexiu, es un parque ubicado en el distrito Yuexiu en la provincia de Cantón. Es considerado el parque más grande de Cantón, con una superficie de 690,000 metros cuadrados. Se encuentra rodeado por siete colinas y tres lagos artifiales.

## Atracciones populares

### Muralla de la ciudad antigua de la dinastía Ming
Desde la parte posterior del Monumento Zhongshan, girando hacia el oeste, se puede ver una sección de la antigua muralla de la ciudad de unos 200 metros de largo, extendida y escondida en las profundidades del bosque.

### Torre Zhenhai
La Torre Zhenhai es el edificio antiguo mejor conservado en Cantón, el más imponente y el más rico en características étnicas.

### Monumento a Zhongshan
El Monumento a Sun Yat-sen se construyó para conmemorar al revolucionario democrático Sr. Sun Yat-sen. Se encuentra en la cima de la montaña Guanyin.

### Museo de las Artes de Cantón
El Museo de Arte de Guangzhou se encuentra en el lado este de la montaña Yuexiu. Es un edificio cultural con estilo arquitectónico tradicional chino construido en los tiempos modernos.